# Benecup 2018
Navigation
Benecup 2019
La Benecup 2018 oppose les quatre meilleures équipes néerlandaises et belges de rugby à XV. Elle débute le 1er septembre 2019, et se termine par une finale le 22 septembre 2019. Les clubs sont divisés en 2 poules (2 néerlandais et 2 belges), chaque vainqueur de poule se qualifiant pour la finale. 

## Les clubs de l'édition 2018
Les douze équipes qui participent à l'Ereklasse sont :		
| Leyde Oemoemenoe 't Gooi Hilversum Soignies Ottignies La Hulpe Dendermonde |

| Équipe          | Stade                                                 | Capacité | Ville                      |
| --------------- | ----------------------------------------------------- | -------- | -------------------------- |
| RC 't Gooi      | Sportpark Naarden                                     |          | Naarden                    |
| EZRC Oemoemenoe | De Sprong                                             |          | Middelbourg                |
| RC Hilversum    | Sportpark Berestein                                   |          | Hilversum                  |
| LRC DIOK        | Smaragdlaan                                           |          | Leyde                      |
| RC La Hulpe     | Centre Sportif Solvay                                 |          | La Hulpe                   |
| Dendermondse RC | Kunstgrasterrein Sportcomplex Sint-Gillis-Dendermonde |          | Termonde                   |
| RC Soignies     |                                                       |          | Soignies                   |
| Ottignies RC    |                                                       |          | Ottignies-Louvain-la-Neuve |

## Poules

### Poule A
| Rang | Club         | J | V | N | D | Pm | Pe  | Diff | Pts |
| ---- | ------------ | - | - | - | - | -- | --- | ---- | --- |
| 1    | RC 't Gooi   | 3 | 3 | 0 | 0 | 69 | 45  | +24  | 14  |
| 2    | RC Hilversum | 3 | 2 | 0 | 1 | 95 | 29  | +66  | 10  |
| 3    | RC La Hulpe  | 3 | 1 | 0 | 2 | 36 | 59  | -23  | 5   |
| 4    | RC Soignies  | 3 | 0 | 0 | 3 | 51 | 118 | -67  | 1   |

|  | Qualifiés pour la finale (no 1) |

Attribution des points : victoire sur tapis vert : 5, victoire : 4, match nul : 2, défaite : 0, forfait : -2 ; plus les bonus (offensif : 4 essais marqués ; défensif : défaite par 7 points d'écart ou moins).
Règles de classement : ?

### Poule B
| Rang | Club            | J | V | N | D | Pm  | Pe  | Diff | Pts |
| ---- | --------------- | - | - | - | - | --- | --- | ---- | --- |
| 1    | LRC DIOK        | 3 | 3 | 0 | 0 | 118 | 57  | +61  | 15  |
| 2    | Dendermonde RC  | 3 | 2 | 0 | 1 | 106 | 53  | +53  | 11  |
| 3    | Ottignies RC    | 3 | 1 | 0 | 2 | 58  | 75  | -17  | 5   |
| 4    | EZRC Oemoemenoe | 3 | 0 | 0 | 3 | 22  | 130 | -108 | 0   |

|  | Qualifiés pour la finale (no 1) |

Attribution des points : victoire sur tapis vert : 5, victoire : 4, match nul : 2, défaite : 0, forfait : -2 ; plus les bonus (offensif : 4 essais marqués ; défensif : défaite par 7 points d'écart ou moins).
Règles de classement : ?

## Finale
Finale  :
| 22 septembre 2019 17 h 00 | RC 't Gooi | 15 - 11 | LRC DIOK | NRCA Stadium, Amsterdam |
| 22 septembre 2019 17 h 00 |            |         |          | NRCA Stadium, Amsterdam |
| 22 septembre 2019 17 h 00 |            |         |          | NRCA Stadium, Amsterdam |